# Red Light (Sophie and the Giants)
Red Light è un singolo della cantante britannica Sophie and the Giants, pubblicato il 21 febbraio 2025.

## Video musicale
Il video musicale, diretto da Roisino, è stato pubblicato in concomitanza all'uscita del brano attraverso il canale YouTube della cantante.

## Tracce
Testi e musiche di Sophie Louise Scott, Jacob Manson, Rick Boardman e Sarah Blanchard.
1. Red Light – 2:26

## Formazione
- Sophie and the Giants – voce
- Billen Ted – co-produzione
- Dan Grech-Marguerat – tastiere, missaggio
- Hans-Phillip Graf – masterizzazione
- Sam Brennan – produzione supplementare, assistente produzione
- Toby Scott – sintetizzatore, tastiere, produzione
- Tom Hollings – produzione supplementare, assistente produzione